# آلية الاتحاد الأوروبي للرد السريع
آلية الاتحاد الأوروبي للرد السريع هي تبسيط لقانون الاتحاد الأوروبي الحالي والقانون الإطاري بشأن «التخفيف من الأزمات، من خلال العمل في مجال حقوق الإنسان، ومراقبة الانتخابات، وبناء المؤسسات، ودعم وسائل الإعلام، وإدارة الحدود، والبعثات الإنسانية، وتدريب الشرطة وتوفير معدات الشرطة، والمساعدة المدنية في حالات الطوارئ، وإعادة التأهيل، والتعمير، والتهدئة، وإعادة التوطين والوساطة».
في عام 2007، تم استبدال الآلية بآلية الاستقرار.

## روابط خارجية
- منع الصراع وإدارة الأزمات المدنية
- آلية التفاعل السريع كما هو موضح في يوروبا. الاتحاد الأوروبي
- نص الآلية